# Martín de Argüelles
Martín de Argüelles (n. San Agustín de Florida, Florida, Virreinato de Nueva España, España, 1566 - † 1630) fue un militar español. 
Hijo de un hidalgo asturiano que participó en la expedición de Pedro Menéndez de Avilés de 1565, se le conoce por ser el primer europeo nacido en La Florida.

## Primer niño de origen europeo nacido en Florida
Por el año 1598 un funcionario español en México reclamaba a las autoridades el abono de sus retrasados haberes. Cuatro años, para ser exactos. Siguiendo la costumbre elevó una instancia en la que describía su situación y relataba su vida desde su infancia en Florida. Cita nueve personas como testigos capaces de testimoniar a favor o en contra de los hechos que describe, varios de los cuales gozaban de una merecida reputación en la comarca del Yucatán.
El Mayor Martín de Argüelles (sargento mayor, término español del siglo XVI) no pretendía en ningún modo contar la historia de su vida, sino conseguir el abono de sus pagas retenidas durante largo tiempo. Para ello tenía que convencer al Tribunal sobre una serie de hechos fundamentales, tales como demostrar que había nacido de legítimo matrimonio, fiel a la Corona, y que él era la persona que pretendía ser. La tarea no era precisamente fácil.
Como quiera que sea, gracias al proceso conocemos hoy en qué consistió la petición original, lo que declararon los testigos y a través de todo ello, llegamos a la verificación de los datos sobre el primer niño español nacido en la más antigua ciudad de estas tierras.

## Documentos
Como consta en la petición original de 1598, Martín de Argüelles nació unos treinta y dos años antes en el recinto fortificado o presidio de San Agustín de Florida. Esto sucedió en 1566, veintiún años antes del famoso nacimiento de la niña Virginia Dare, hija de los colonizadores ingleses en el desventurado Roanoke. Una generación antes del desembarco de los bravos peregrinos en Cape Cod en 1620.
La evidencia de los documentos que se conservan en los archivos españoles fue estudiada durante la investigación realizada por el historiador norteamericano Woodbury Lowery que, siendo abogado, estudió estos documentos con gran minuciosidad. La transcripción de los originales puede consultarse hoy en día en la colección Lowery, en la Biblioteca del Congreso de Washington. Este documento está basado en los citados documentos.

## Testigo de la prueba
De los testigos llamados a declarar en este expediente, seis afirmaron conocerle solamente durante su servicio en México. Los otros tres declararon conocerle a él y a sus padres desde mucho tiempo atrás. Todos los testigos al declarar coinciden en un punto, que al pobre hombre no se le habían pagado sus servicios durante los últimos cuatro años.
Un pariente lejano contribuye con su declaración directa y sencilla, típica de un soldado. El capitán Ambrosio de Argüelles había ayudado a conseguir el puesto que Martín tenía en México, no sin antes comprobar su hoja de servicios. Hizo asimismo constar que su lejano parentesco con el interesado no afectaba para nada la veracidad de sus declaraciones.
Según el capitán, había conocido mucho a sus padres ya casados en San Agustín de la Florida y había oído de los labios del fundador Almirante Pedro Menéndez de Avilés, así como a otros muchos capitanes y soldados que servían a Su Majestad en los fuertes de San Mateo, San Agustín y Santa Elena que el fallecido padre de Martín Argüelles, había sido uno de los primeros soldados y fundadores, que se había casado con Leonor Morales, siendo este el primer matrimonio de la Florida; Años más tarde había reanudado su amistad con la familia en La Habana, cuando esta se trasladó allí por la enfermedad del padre.
El testigo Don Tomás de Villaseca, declara haber conocido a los padres, que el padre había sido soldado y alcalde Ordinario y que Martín era conocido por él y por muchos otros como el primer español que nació en el fuerte de San Agustín.
Probablemente el testigo más notable fue Don Juan Bautista de Quixada, sobrino del primer Gobernador y actual Oidor General de Mérida. Relató su amistad durante la juventud con el padre de Martín con el que sirvió en varias guarniciones de las primeras fortificaciones que se extendían por la costa del sudeste. Había tratado también a la familia Argüelles cuando por la enfermedad de su amigo se trasladó a La Habana.

## Peticiones de Martín de Argüelles
Las declaraciones de estos tres testigos corroboran las pretensiones de la petición. Después de describir los largos años de servicio de su padre cuenta como el leal y viejo soldado murió pobre y afligido dejando viuda e hijos. El Alcalde relata su entrada en el servicio en su juventud, su preparación en Cuba, sus servicios en las campañas de ultramar y finalmente su aprobada solicitud para la vacante del Yucatán.
A finales del siglo XVI y principios del XVII, un Sargento Mayor era un oficial con grandes responsabilidades, especialmente en el Yucatán, pues toda la costa era codiciada por los navíos armados franceses, ingleses y holandeses, existiendo además bandas de piratas armados ansiosos de botín, incluso en las fortificaciones españolas.

## Causa de la retención de haberes
En realidad el problema nacía del hecho de que el oficial que ocupó el puesto anteriormente se había fugado ignorándose su paradero. No se le podía declarar oficialmente muerto sin la aprobación real, así que mientras se conocía la decisión de Su Católica Majestad los haberes del sustituto se retenían.
En unas circunstancias tan especiales, para que la petición llegara al Rey y éste decidiera se necesitaba mucho tiempo. La petición tenía que ser refrendada por Santo Domingo, La Habana y Sevilla, demasiada gente a molestar para tramitar un expediente de petición de salario de un desconocido oficial en México.
En 1594, cuando el gobernador de Yucatán concedió el puesto a Martín, escribió al Rey exponiendo la necesidad de cubrir la plaza. Cuatro años más tarde se seguía sin respuesta. Todos los hechos se reconsideraron en el expediente de 1598 con los nuevos testimonios; las pruebas eran buenas, pero todo lo que sabemos es que nunca logró cobrar sus haberes.

## La vida en los comienzos de la Florida
Tal era la situación que se desprende de los históricos documentos que relatan los hechos en la naciente Florida de los españoles. Los documentos escasean, ya que muchos fueron destruidos en los ataques que sufrió San Agustín.
Por ejemplo hubo un ataque realizado por Drake al mando de una gran flota en el verano de 1586. El fuerte de madera y la pequeña población fueron reducidas a cenizas, todos los documentos oficiales, así como los de la Parroquia, fueron destruidos por el fuego. Cuando regresaron de sus escondites en el interior, las pobres gentes de San Agustín apenas tenían con que cubrirse. Sus hogares y las plantaciones de frutales plantados veinte años antes habían desaparecido.
En aquellos días la intolerancia y la crueldad eran mutuas entre las naciones que luchaban en América, y hubo muchos actos de odio entre las tres principales naciones contendientes.
Cuando los españoles, a las órdenes del Almirante Pedro Menéndez de Avilés, llegaron a Florida encontraron algunos grupos de hugonotes franceses que trataban de establecerse en aquellos lugares. Aunque estaban a punto de abandonar su pequeño fuerte se sorprendieron al recibir nuevos colonos y “ayuda” en Fuerte Carolina, cerca de la boca del actualmente llamado Río San Juan. La escuadra de Menéndez de Avilés sorprendió a la flota francesa anclada, mientras el capitán francés Jean Ribault estaba en el Fuerte.
Los barcos franceses zafaron sus anclas y Menéndez de Avilés se retiró para volver hacia el sur y desembarcar sus gentes, fundando San Agustín. Pero a continuación tuvo lugar un sangriento y quizás inevitable suceso.
El Capitán Ribault, buscó con sus barcos a la flota española, creyendo que por estar desembarcando no podrían luchar. Cuando se aproximaban una gran tormenta estalló, barriendo la tierra y el mar y arrastrando muchos de los navíos franceses hacia el sur. Menéndez de Avilés viró hacia el norte capeando el temporal y cayó sobre Fuerte Carolina.
Cuando el Almirante informó de este éxito y posterior asalto, mencionaba un hecho que apesadumbraba su profunda fe, casi fanática. Dio órdenes severas para salvar a la mayoría de las mujeres y niños franceses y ahora temía su presencia en San Agustín, dadas sus creencias heréticas.
En su informe al Rey decía “ocho o diez muchachos han nacido acá”. Esta declaración, muy posiblemente errónea se hacía para probar que hubo nacimientos franceses anteriores a los españoles en Florida. Sin embargo se sabe claramente que la flota de Ribault y sus colonos llegaron tres semanas escasas antes del citado ataque. Y aunque existen varios relatos de franceses que escaparon de Fuerte Carolina, no existe mención a niños, quizás algunas de las mujeres de la expedición dieron a luz antes de llegar.
Existen pruebas de otros niños nacidos en los comienzos de San Agustín. En el año 1577, un sobrino del Almirante fundador era gobernador y capitán general de la Florida, en una de sus cartas hablando sobre la guarnición dice: “cuarenta y cuatro mujeres, sesenta y dos niños y once mujeres en estado, próximas a dar a luz”.
Así parece que los numerosos niños españoles-americanos, pudieron estimar a un mozo llamado Martín como al más veterano camarada.
Mientras no haya una evidencia en contra, los documentos de la colección Lowery demuestran que según se testifica en 1558 que “fue Martín el primer español nacido en la guarnición de San Agustín.”

## Documentos
- Lowery Florida MSS, vol. 5; Library of Congress;
- Ibid, Vol. 2
- Booklet: Martín de Argüelles,
- St. Augustine Historical Society, 1.941
- Admiral Menéndez de Avilés to the King, in Ruidiaz, La Florida, tomo ii pag. 87
- Pedro Menéndez Marqués to the King in Connor, Colonial Records of Spanish Florida Vol. 1 pag 271